# هولند (فيرمونت)
هولند (بالإنجليزية: Holland, Vermont)‏ هي بلدة تقع في مقاطعة أورليانز (فيرمونت) بولاية فيرمونت في الولايات المتحدة. تأسست عام October 26, 1779، تبلغ مساحتها 99 (كم²)، وترتفع عن سطح البحر 532 م، بلغ عدد سكانها 588 نسمة في عام 2000 حسب إحصاء مكتب تعداد الولايات المتحدة وتصل الكثافة السكانية فيها 6 نسمة/كم2.

## وصلات خارجية
- The US50 - Cities and Towns in Vermont State
- Vermont Cities and Towns, Facts, Map, Flag, Colleges, Government, and More